# Жукино
Жу́кино (рос. Жукино, чув. Шуккасси) — присілок у Чувашії Російської Федерації, у складі Іспуханського сільського поселення Красночетайського району.
Населення — 100 осіб (2010; 118 в 2002, 155 в 1979, 220 в 1939). Національний склад — чуваші та росіяни.
Національний склад (2002):
- чуваші — 98 %

## Історія
Історичні назви — Щукино, Шукакаси, сучасна назва з 1939 року. Утворився 1927 року шляхом відокремлення від сусіднього присілку Карк-Сірми. 1928 року створено колгосп «Червоне знам'я». Спочатку входив до складу Красночетаївської волості Ядринського повіту, але того ж 1927 року перейшов до складу Красночетайського, у період 1962–1965 років — у складі Шумерлинського, після чого знову переданий до складу Красночетайського району.